# Nitter
Nitter是一款自由、開源的X/Twitter客戶端，注重於效能和隱私。其主要用Nim語言編寫而成。
Nitter的使用者介面較X簡潔輕量，且更接近早期Twitter。該客戶端為唯讀，不支援使用者登入，因此沒有主頁、通知和發文等功能，預設也不支援無限滾動。
在X/Twitter停止提供可訪問其網路的應用程式介面後，Nitter曾依靠建立大量「訪客帳戶」來獲取內容，並為此使用了代理伺服器。為了緩解訪客帳戶因速率限制而導致的服務中斷，Nitter內建了重新導向功能，以便使用者在不同實例之間自由切換。
然而，訪客帳戶功能於2024年1月遭停用後，Nitter的原開發者Zedeus宣布停止開發該專案。儘管如此，截至2024年2月，一些由志願者維護的非官方公開 Nitter實例仍在線上運行。於2025年2月6日，Zedeus宣布恢復開發。
除了網頁客戶端外，Nitter還有非官方的行動應用程式和瀏覽器擴充功能。這些擴充功能可以在瀏覽X時自動將使用者重新導向到Nitter。
Nitter的資金來源於捐款和NLnet基金會的資助。